# Землетрясение в Турции и Сирии (2023)
6 февраля 2023 года с интервалом в девять часов на юго-востоке Турции произошли два мощных землетрясения. Эпицентр первого, с магнитудой 7,8 (± 0,1), находился в районе Шехиткамиль в Газиантепе (Турция), эпицентр второго, с магнитудой 7,5 (± 0,1), — в районе Экинёзю в Кахраманмараше (Турция).
После землетрясений было зарегистрировано несколько тысяч повторных толчков, с магнитудой самого сильного до 6,7. В результате катастрофы в Турции погибло свыше 50 500 человек, а в Сирии — 8476 человек, ещё десятки тысяч пострадали. В Турции были объявлены чрезвычайное положение и семидневный траур. Землетрясение признано самым мощным в Турции после землетрясения 1939 года в Эрзинджане. По смертоносности из произошедших на территории, которую занимает современная Турция, оно уступает лишь землетрясению в Киликии в 1268 году, а на территории Сирии — землетрясению в Алеппо в 1822 году. Это одно из сильнейших землетрясений, когда-либо зарегистрированных в Леванте. Предыдущее превышающее по числу жертв землетрясение в мире произошло в 2010 году на Гаити.

## Предыстория

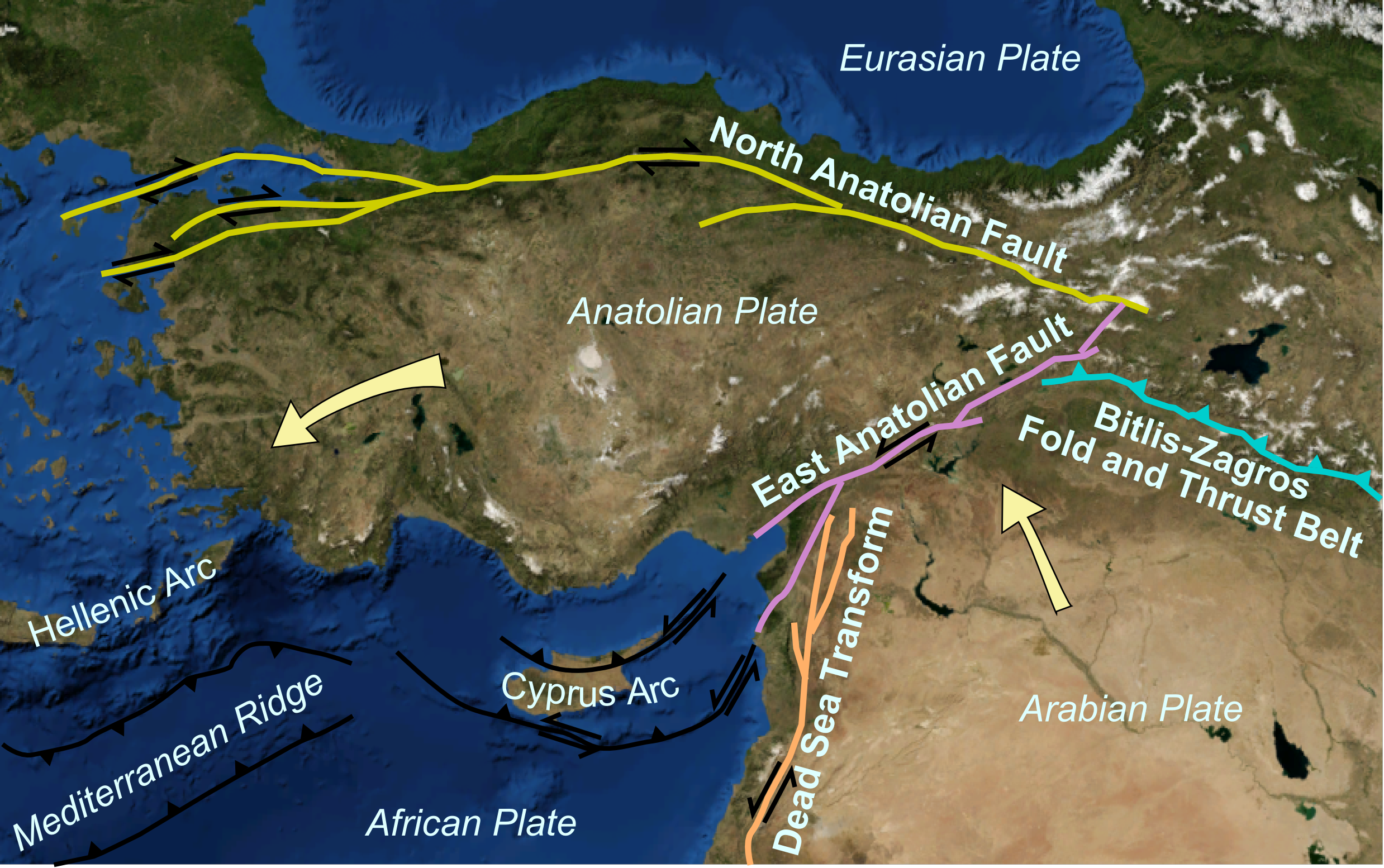
Тектоническая карта Турции

Турция находится в одной из самых активных сейсмоопасных зон в мире. Район, в котором произошло землетрясение, находится на пересечении трёх тектонических плит: Анатолийской, Аравийской и Африканской. Аравийская плита движется на север, в результате чего Анатолийская плита (на которой находится бо́льшая часть Турции) оттесняется на запад. Движение плит создаёт давление на зоны разломов между ними. Внезапный выброс накопленной энергии этого давления вызывает землетрясения.

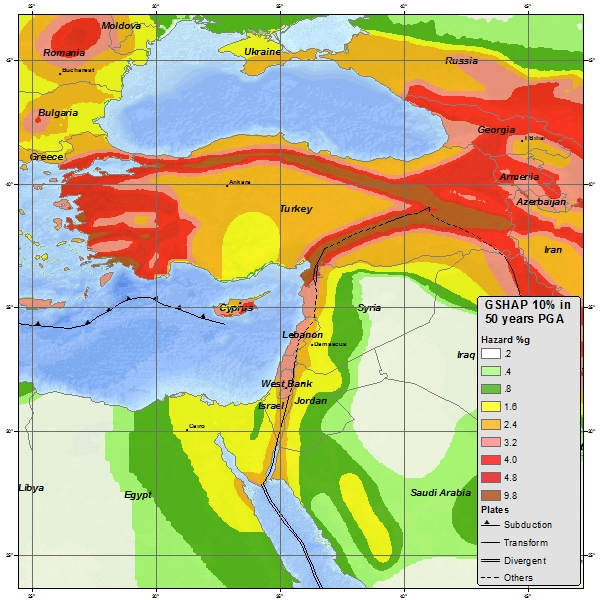
Сейсмическая опасность для Восточного Средиземноморья согласно Глобальной программе оценки сейсмической опасности (GSHAP) с точки зрения пикового ускорения грунта с вероятностью превышения 10 % (или вероятностью непревышения 90 %) в течение следующих 50 лет (Геологическая служба США, 2012)

С 1970 года в радиусе 250 км от землетрясения 6 февраля 2023 года произошло три землетрясения магнитудой 6 и более. Самое крупное из них, магнитудой 6,7 произошло 24 января 2020 года.

## Землетрясения
Первое землетрясение произошло в районе Шахиткамиль провинции Газиантеп недалеко от границы с Сирией в 04:17 по местному времени (01:17 по UTC). Его магнитуда составила 7,8 (по другим данным — 7,7), что сделало его одним из мощнейших на территории Турции и мощнейшим в мире с августа 2021 года. Гипоцентр землетрясения находился на глубине 10 километров (по другим данным — 5 километров). Землетрясение ощущалось в 11 турецких провинциях.
В тот же день (в 13:24 по местному времени или 10:24 UTC) в Турции произошло ещё одно мощное землетрясение магнитудой  7,5 (по другим данным — 7,6 или 7,7). Его эпицентр находился в районе Эльбистан провинции Кахраманмараш. Глубина гипоцентра составила 7,4 километра (по другим данным — 5 или 13 километров).
Небольшие волны цунами были зафиксированы у побережья Фамагусты (Кипр). Ущерба они не нанесли. Департамент гражданской защиты Италии опубликовал предупреждение (которое позже отозвал) по поводу возможного цунами на итальянском побережье. Предупреждения о цунами были выпущены (и так же отозваны) для южного побережья Турции.
Помимо Турции и Сирии, землетрясение ощущалось в ряде других стран, в том числе в Ливане, Ливии, Грузии, Армении, Израиле и на Кипре. Незначительные толчки, вызванные землетрясением, были зафиксированы на Хмельницкой и Южно-Украинской АЭС. Датский геологический институт сообщил, что толчки были зарегистрированы на сейсмографах в Гренландии. Землетрясение нанесло ущерб на территории в 350 000 км², что сопоставимо с размерами Германии.

Сейсмограммы землетрясений
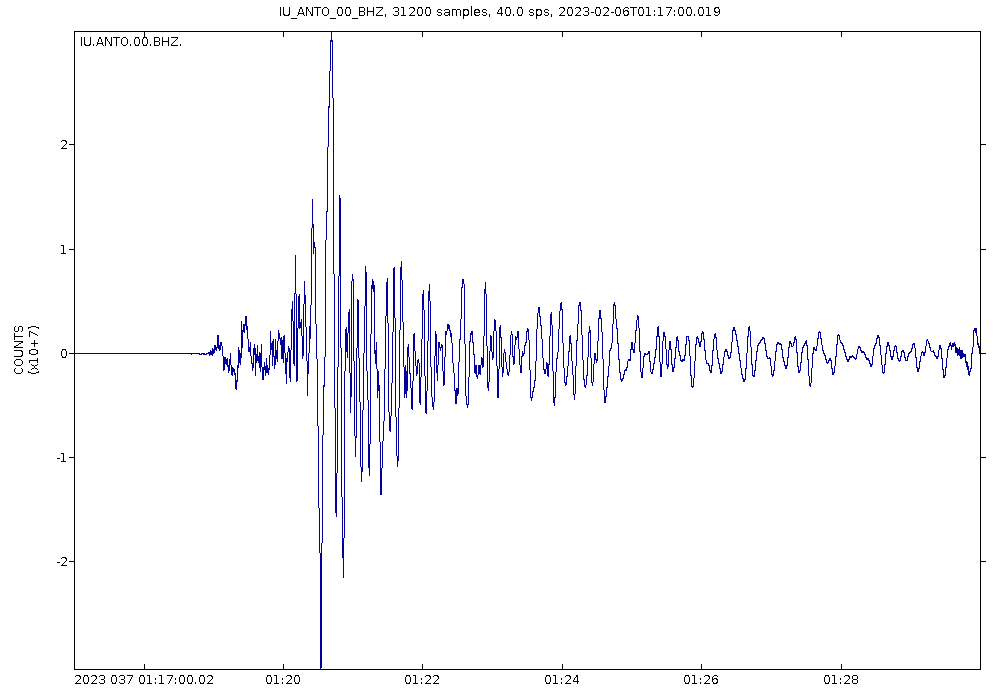
Землетрясение в Газиантепе
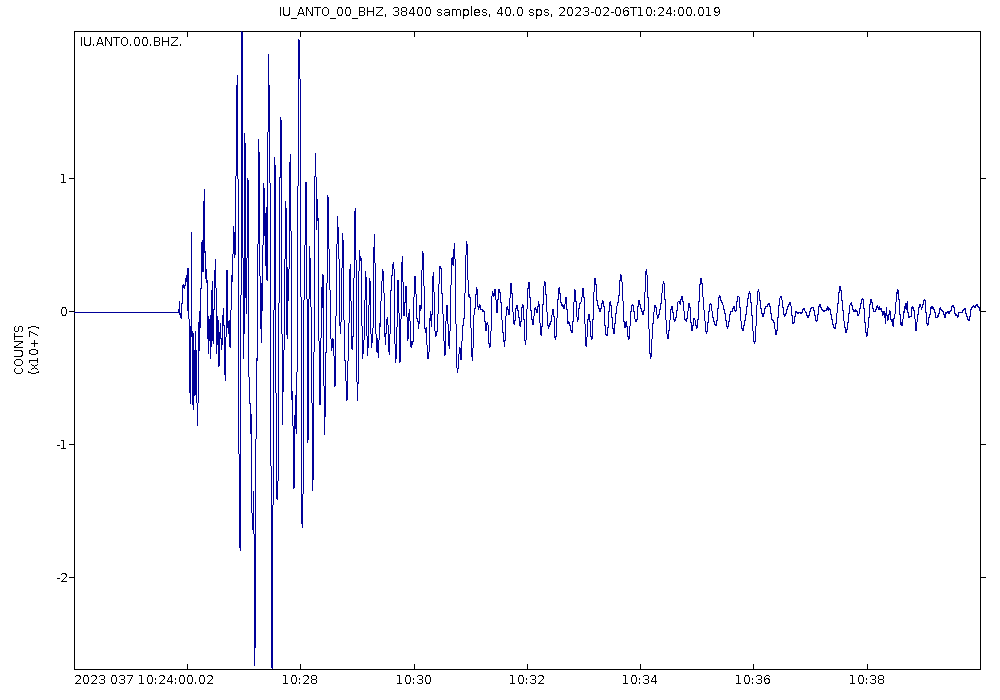
Землетрясение в Кахраманмараше

Карты землетрясений
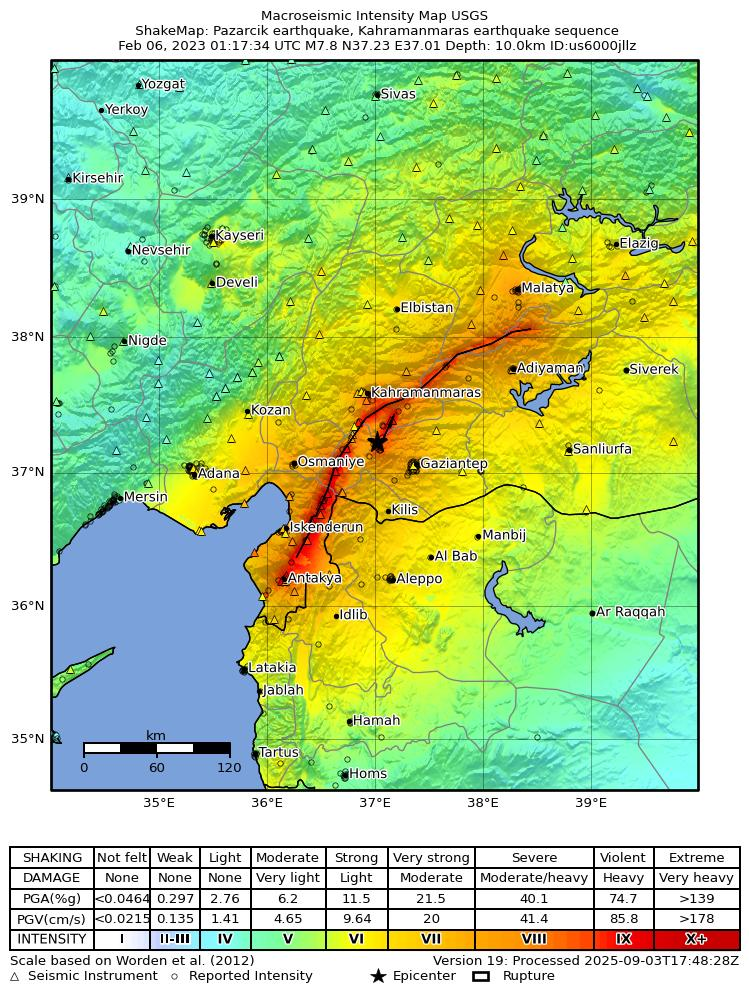
Землетрясение в Газиантепе
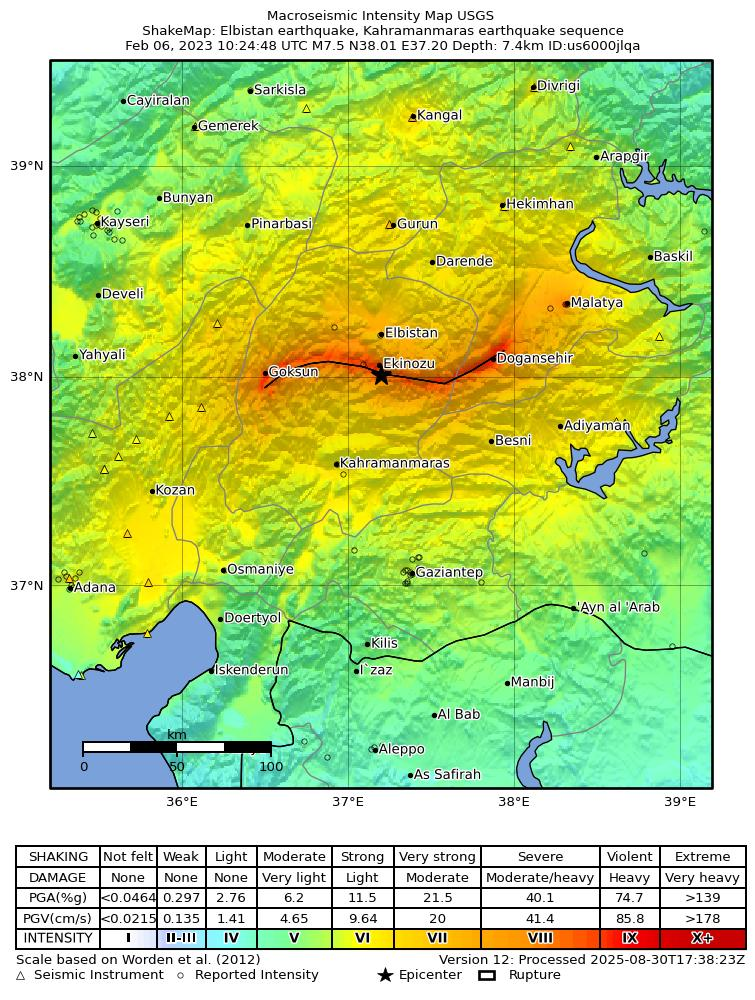
Землетрясение в Кахраманмараше

Повторные толчки
В течение 24 часов после землетрясения магнитудой 7,8 было зафиксировано более 570 повторных толчков (афтершоков), а три недели спустя их число превысило отметку в 10 000. Примерно через 11 минут после основного произошёл повторный толчок магнитудой 6,7. По данным Геологической службы США, в течение шести часов после основного толчка было зарегистрировано 25 повторных магнитудой 4,0 и выше. Через 12 часов Геологическая служба США сообщила о по меньшей мере 54 толчках магнитудой 4,3 и более, в то время как Управление по борьбе со стихийными бедствиями и чрезвычайными ситуациями Турции (AFAD) зафиксировало по меньшей мере 120 повторных толчков. Толчок магнитудой 6,3 произошёл близ Узунбага в провинции Хатай 20 февраля.
Землетрясение магнитудой 7,7 также вызвало последовательность повторных толчков, в том числе два толчка магнитудой 6,0. Повторные толчки второго землетрясения продолжались по меньшей мере до 9 февраля.
| Дата       | Время (UTC) | Магнитуда | Глубина | Координаты эпицентра        | Место                     |
| ---------- | ----------- | --------- | ------- | --------------------------- | ------------------------- |
| 6 февраля  | 01:17:35    | 7,8       | 17,9 км | 37,174° с. ш. 37,032° в. д. | 33 км западнее Газиантепа |
| 6 февраля  | 01:28:15    | 6,7       | 14,5 км | 37,127° с. ш. 36,943° в. д. |                           |
| 6 февраля  | 10:24:49    | 7,5       | 10,0 км | 38,024° с. ш. 37,203° в. д. | 4 км восточнее Экинёзю    |
| 6 февраля  | 10:26:48    | 6,0       | 20,1 км | 38,030° с. ш. 37,964° в. д. |                           |
| 6 февраля  | 12:02:11    | 6,0       | 10,0 км | 38,061° с. ш. 36,537° в. д. |                           |
| 20 февраля | 17:04:29    | 6,3       | 16,0 км | 36,109° с. ш. 36,017° в. д. | в 9 км от Антакьи         |

## Разрушения и жертвы
Согласно ситуационному отчёту Международного медицинского корпуса от 8 марта, число погибших в результате землетрясений превысило 50 000 человек, включая 45 968 жертв в Турции и 7 259 в Сирии. Тысячи человек пострадали. Более 160 000 зданий рухнули или были сильно повреждены.

### Турция
| Провинция                | Погибшие | Раненые |
| ------------------------ | -------- | ------- |
| Адана (на 14.02)         | 416      | 7450    |
| Адыяман (на 01.05)       | 8 387    | 17 499  |
| Батман (на 6.02)         | 0        | 20      |
| Диярбакыр (на 20.02)     | 414      | 901     |
| Газиантеп (на 26.02)     | 3897     | 13 325  |
| Хатай (на 02.05)         | 23 065   | 30 762  |
| Кахраманмараш (на 02.03) | 12 622   | 9243    |
| Килис (на 10.02)         | 74       | 754     |
| Малатья (на 16.02)       | 1393     | 6444    |
| Османие (на 19.02)       | 991      | 2224    |
| Шанлыурфа (на 13.02)     | 340      | 8919    |
| Элязыг                   | 5        | 379     |

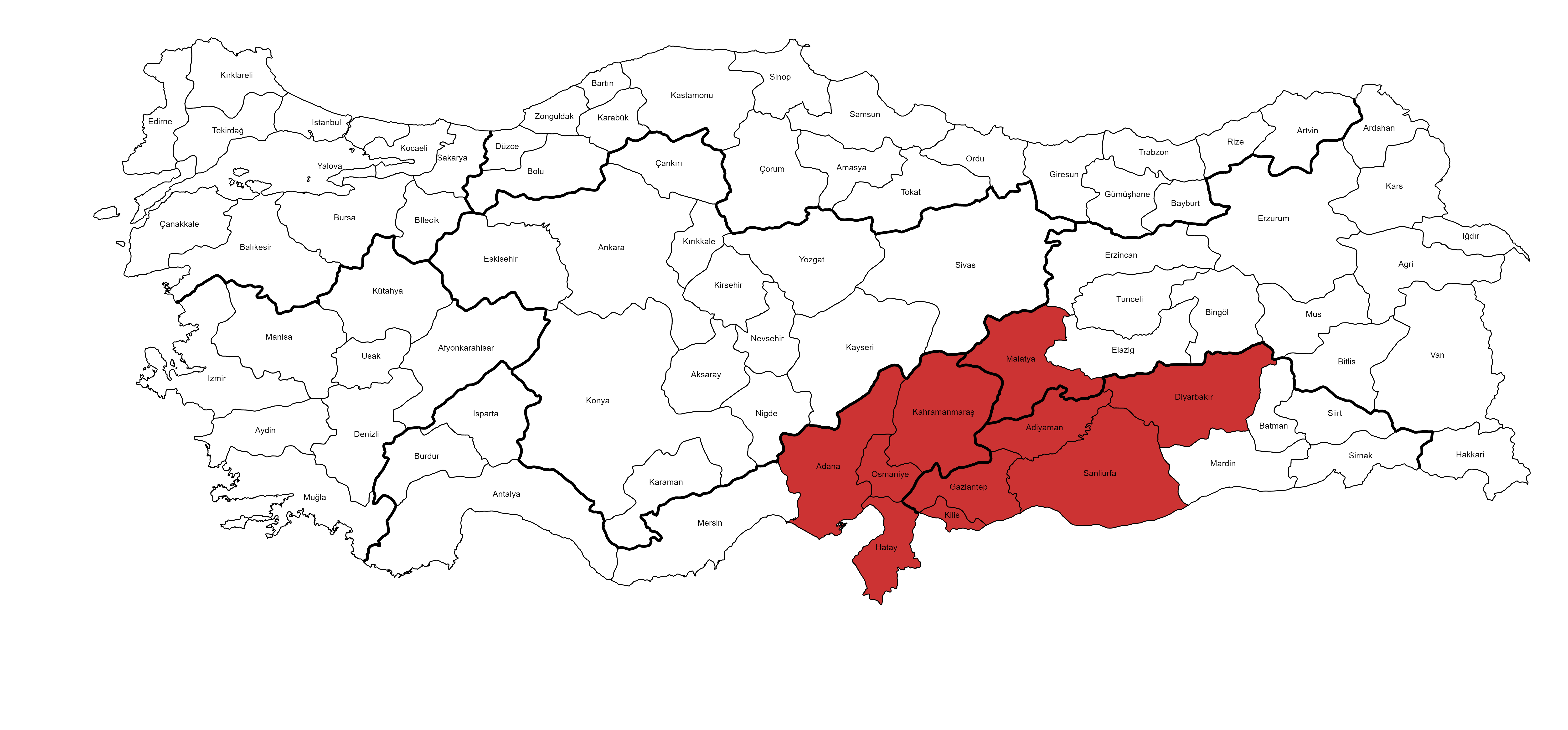
Провинции, значительно пострадавшие от землетрясения

В 11 провинциях Турции погибло 50 500 человек и 107 204 пострадали. Землетрясение затронуло по меньшей мере 15,73 миллиона человек и 4 миллиона зданий. Тысячи людей оказались в ловушке под завалами рухнувших зданий. Многие люди пропали без вести под завалами. Некоторые из тех, кто оказался в ловушке, в прямом эфире передавали свои мольбы о помощи в социальных сетях. Более 2 миллионов жителей пострадавших провинций были эвакуированы в более безопасные, включая Мерсин, Анталью, Мардин, Нигде и Конью. Пострадало более 20 % производства продовольствия Турции.
К 25 февраля 2023 года было обследовано более 3 миллионов квартир в более чем 830 тысяч зданиях. Было установлено, что 384 545 квартир в 105 794 зданиях, в которых были завершены работы по выявлению повреждений, нуждаются в срочном сносе, сильно повреждены или разрушены. 133 575 квартир в 24 464 зданиях получили умеренные повреждения, 1 091 720 квартир в 205 086 зданиях были повреждены незначительно, а 1 409 654 квартир в 407 786 зданиях остались неповрежденными.
По оценкам Организации Объединённых Наций, около 1,5 миллиона человек остались без крова. По данным на 1 марта было установлено свыше 358 000 палаток для временного размещения граждан. Всего 332 палаточных городка были размещены в 11 провинциях. Кроме того, в 10 провинциях ведется обустройство контейнерных городков. Всего в зоне бедствия и за её пределами предоставляются жилищные услуги для 1 915 000 человек — в палатках, контейнерах, общежитиях, гостиницах и других учреждениях. 1 971 000 человек были эвакуированы из зоны бедствия. Всего по меньшей мере 13,5 миллиона человек пострадали от землетрясения.
Землетрясение вызвало широкие трещины на дорогах.
9 февраля заместитель президента Фуат Октай заявил, что поисковые мероприятия в провинциях Адана, Диярбакыр, Килис, Османие и Шанлыурфе завершены. После чего, имеющиеся возможности были сосредоточены на других провинциях, которые больше всего пострадали от землетрясения: Хатай, Кахраманмараш, Малатья, Газиантеп и Адыяман.
Всего по состоянию на 18 марта было известно о 6,8 тысяч погибших в Турции иностранцах, большинство из них — сирийцы (4331 человек). Многие сирийцы были похоронены в Турции из-за трудностей с их транспортировкой в Сирию. Также значительное число составляют афганские иммигранты.

#### Хатай

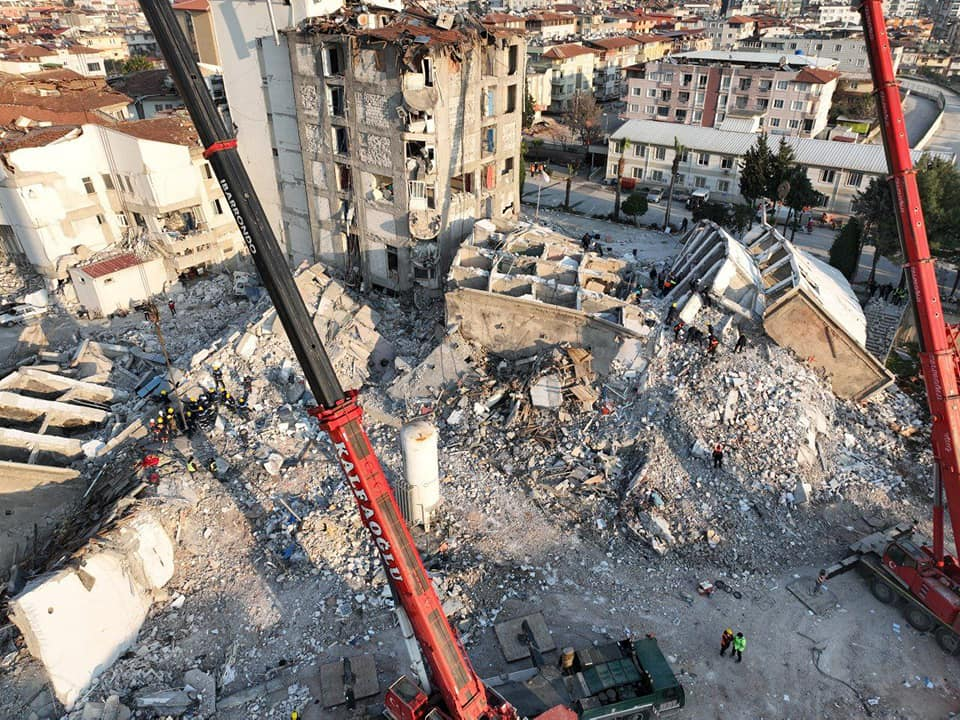
Пострадавший от землетрясения район в Хатае

В Хатае, одной из провинций, где землетрясение нанесло наибольший ущерб, погибли 23 065 человек, и ещё 30 763 человек получили ранения. По меньшей мере 9224 здания были частично или полностью разрушены.
В Антакье, административном центре провинции, интенсивность землетрясения возросла из-за того, что город и прилегающие районы были построены на аллювиальном слое, принесенном рекой Аси, состоящем из глины, песка и гальки.
Мэр столичного муниципалитета Хатай Лютфю Саваш сделал заявление, что в городе почти не осталось неповреждённых зданий. «Многие наши кварталы исчезли. По крайней мере, 80 % зданий в Антакье должны быть снесены. В настоящее время около 3100 наших зданий уже снесены. Кроме того, у нас около 10 тысяч сильно поврежденных зданий. Есть также здания со средним повреждением. Они все равно не выдержат землетрясения, которое может произойти после этого. Таким образом, нам необходимо снести эти здания». Знаменитые символы города в большинстве своем разрушены — церкви, городская синагога, и мечеть Хабиб-и-Наджар Джами. Это мечеть, построенная в VII веке, считалась старейшей в Турции.

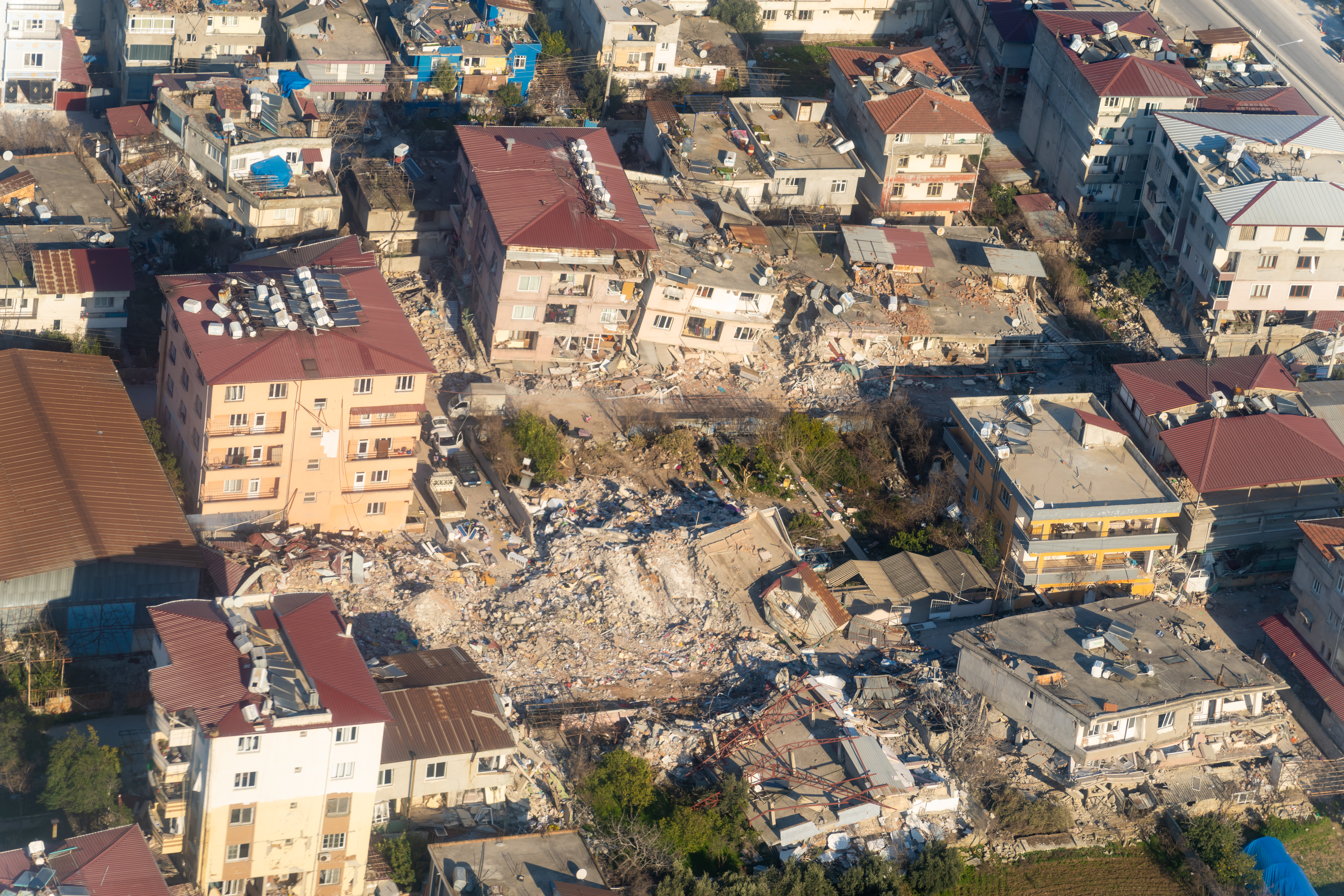
Разрушения в провинции Хатай

В крупнейшем городе провинции Искендерун в результате обрушения причала порта опрокинулись контейнеры, что привело к пожару. Кроме того, были разрушены здание государственной больницы Искендеруна, полицейский участок и здание суда. В порту Искендерун поднялся уровень моря. Затопило дороги и площади вдоль побережья. Жителей и работников близлежащих предприятий эвакуировали.
Взлётно-посадочная полоса аэропорта Хатай была повреждена, аэропорт был закрыт для всех рейсов. Позже аэропорт восстановил работу, но было объявлено, что он не сможет принимать крупные авиалайнеры и тяжёлые транспортные самолёты. Подача природного газа в Хатай также была остановлена.
Два повторных толчка магнитудой 6,4 и 5,8 произошли 20 февраля в Хатае, спустя две недели после первоначального толчка. В результате чего, погибли 6 человек и 294 человека получили ранения, в том числе 18 человек — тяжёлые.
Несмотря на разрушительные последствия в целом по провинции Хатай, в Эрзине, городе с населением 42 тысячи человек, никто не пострадал и не обрушилось ни одно здание. Избранный в 2019 году мэр Эрзина Оккеш Эльмасоглу утверждает, что запрещал любые нарушения стандартов строительства. Однако некоторые сейсмологи считают, что город уцелел из-за его удачного расположения. Бывший профессор Стамбульского технического университета Окан Тюйсюз отметил: «Возле Эрзина нет тектонического движения. Разлом проходит в 30-40 км от города, а между ними находится большой горный массив Аманос». По словам турецкого инженера-геофизика Али Йылдызеля, «Эрзин сидит на слое скалистой породы, и, скорее всего, такое расположение помогло защитить его от катастрофы».

#### Кахраманмараш

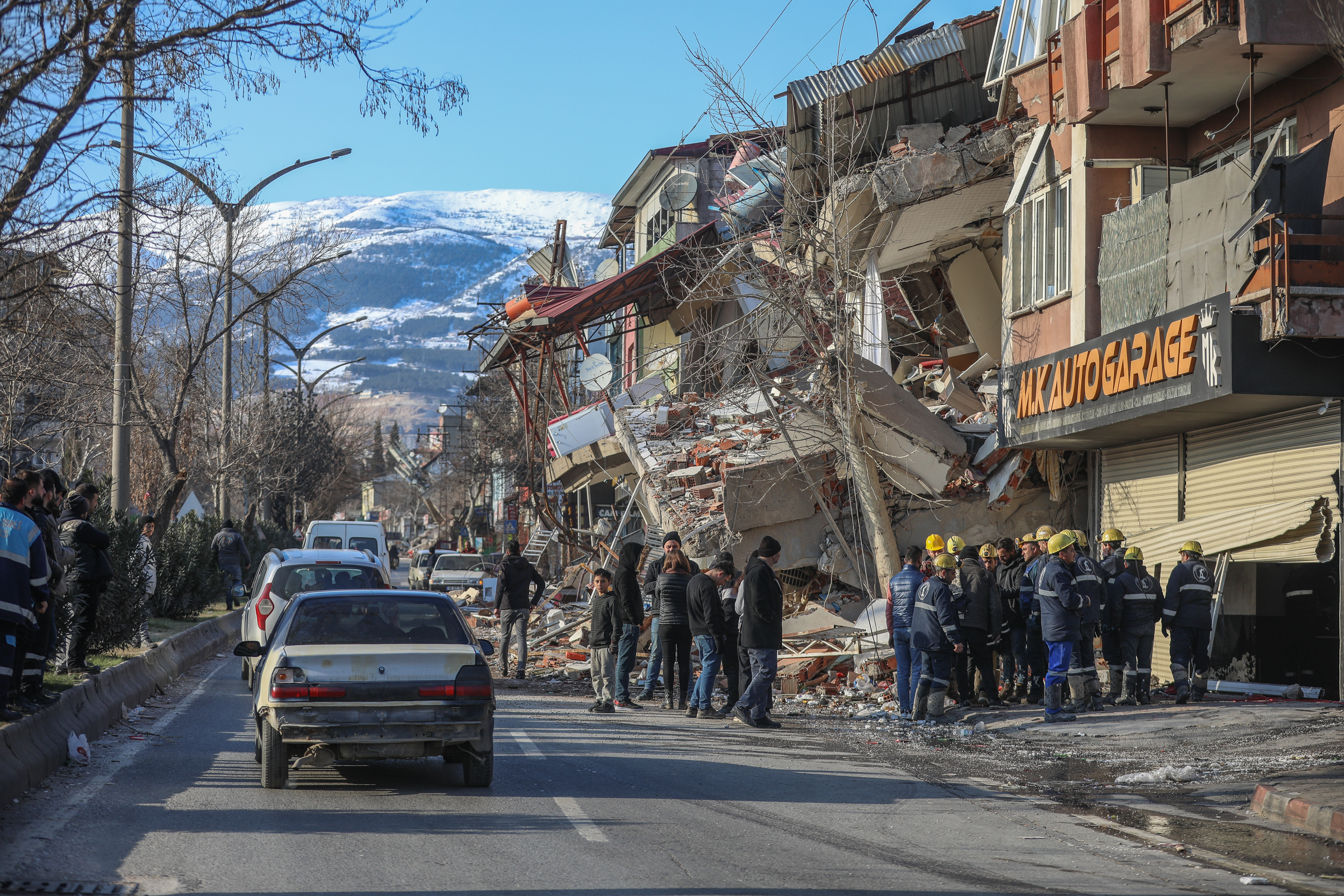
Кахраманмараш после землетрясения

В Кахраманмараше, который оказался в эпицентре двух землетрясений, по данным на 2 марта погибли 12 тысяч 622 человека, а 611 человек числятся пропавшими без вести. Всего в провинции было разрушено 3 752 здания, в которых находилось 15 940 квартир, а количество сильно поврежденных зданий, подлежащих аварийному сносу, составило 4 502. Ранее стало известно, что в городе произошли массовые захоронения более 5000 тел. Городские власти заявили, что братская могила в конечном итоге станет местом захоронения 10 000 погибших. Аэропорт Кахраманмараш был закрыт для гражданских рейсов.
В Эльбистане, провинция Кахраманмараш, три здания были разрушены в результате первоначального землетрясения, и, по оценкам, 2000 зданий были разрушены в результате второго землетрясения. В городе погибло по меньшей мере 924 человека, включая сотни смертей, связанных со вторым землетрясением.

#### Газиантеп

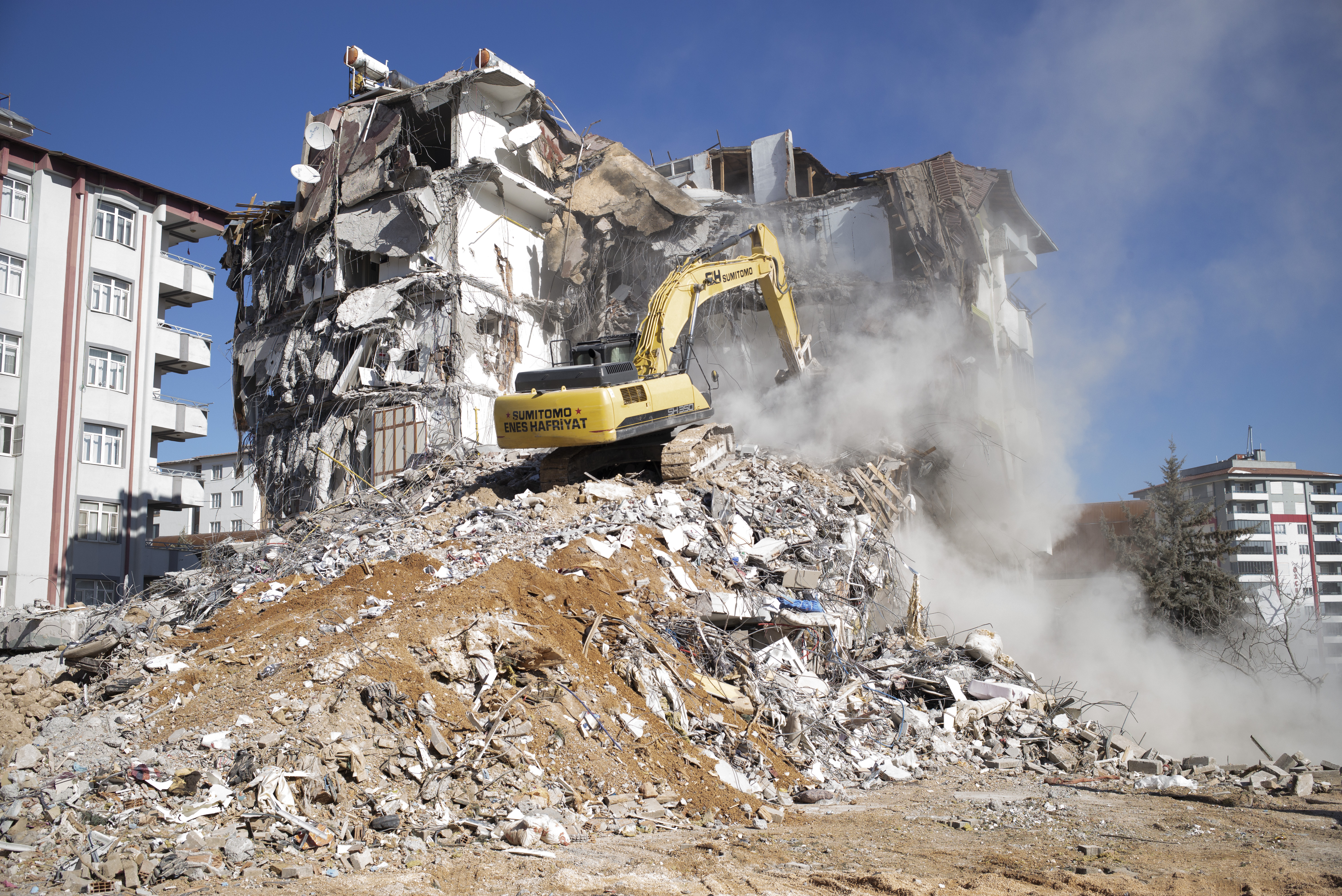
Разрушенное здание в Газиантепе

В Газиантепе, эпицентре первого землетрясения, погибло 3 897 человек, заявил 26 февраля министр здравоохранения Фахреттин Коджа. Всего было разрушено более 500 зданий. Более половины жителей города не могут вернуться в свои дома, то есть 1 миллион человек. Обрушилась историческая крепость. Повреждена автомагистраль Газиантеп-Нурдаги, перекачка природного газа была прервана из-за повреждения газопровода Кахраманмараш-Газиантеп. У древней мечети Хусейна-паши, находящейся в городе, обрушилась кровля и пострадала верхняя часть минарета. Аэропорт Газиантеп был закрыт для гражданских рейсов.
Город Нурдагы, провинция Газиантеп, считается самым пострадавшим населенным пунктом. Большинство домов разрушены, либо находятся в аварийном состоянии. Министр здравоохранения Фахреттин Коджа  заявил 26 февраля, что в городе погибли 2 тысячи 170 человек. Садык Гюнеш, имам из Нурдаги, сказал, что сорок процентов людей, которые жили в этом городе, могли погибнуть. «Я потерял счет телам, которые мы похоронили с понедельника. Мы построили пристройку к кладбищу. Под обломками все ещё находятся люди. Мы похороним их, как только они будут найдены». Турецкие власти заявили о намерениях полностью снести город и отстроить его заново. Силы безопасности Турции задержали мэра города Оккеша Кавака. Вместе с ним по делу проходит владелец одной из компаний-застройщиков, которая была задействована в строительстве обрушившихся в городе домов.

#### Адыяман

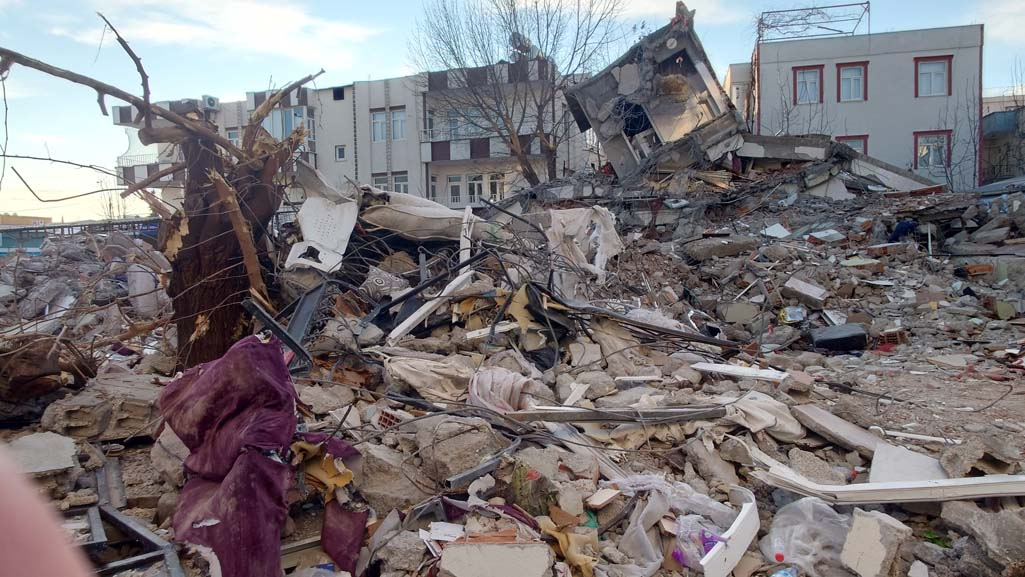
Разрушенное здание в Адыямане

В провинции Адыяман погибли 8 387 человек. Ранее 10 февраля Министр транспорта и инфраструктуры Адиль Караисмаилоглу заявил, что по всей провинции было разрушено 1939 зданий. Президент Реджеп Эрдоган заявил, что после землетрясения 62 500 человек были эвакуированы из Адыямана в другие города, половина из которых — в Стамбул .
В городе Адыяман, где произошли масштабные разрушения многоквартирных домов, почти не осталось стоящих зданий на дороге протяженностью около 3 километров, четыре квартала были почти полностью разрушены. Эркан Каракаш, мэр Коула, входящего в состав центра Адиямана, заявил, что центр, в частности районы Бахчелиевлер и Карапынар, «практически разрушены». В результате землетрясения были разрушены ратуша Адыямана, Большая мечеть, а также городская мэрия Адыямана и государственная больница Гельбаши. Самый большой отель в городе, Isias, также был полностью разрушен землетрясением.
Министр окружающей среды и урбанизации Мурат Курум заявил, что Адыяман — один из наиболее пострадавших от землетрясения городов, где будет снесено 20 987 зданий, в которых находятся 56 685 квартир.

#### Малатья
В Малатье погибло 1393 человека, и ещё 6 444 человека получили ранения. По меньшей мере 300 зданий были разрушены. Крыша аэропорта Малатья Эрхач частично обрушилась. Новая мечеть, названная «символом Малатьи», которая ранее также была повреждена в результате землетрясения в Элязыге в 2020 году, была разрушена. Так же пострадала историческая мечеть Йени Джами. Курган Арслантепе, внесенный в список Всемирного наследия ЮНЕСКО, получил некоторые повреждения, но тем не менее не разрушился. Временная крыша, покрывающая музей, в котором находятся руины поселений, датируемых 5000 годом до нашей эры, обрушилась в нескольких местах, и в некоторых стенах кургана можно наблюдать некоторые просадки.
27 февраля, спустя 3 недели после основного толчка, в результате афтершока магнитудой 5,6, эпицентром которого стал район Ешилюрт в Малатье, погибли 2 человека и 140 получили ранения, в том числе 12 — в тяжёлом состоянии. 32 человека были спасены из-под завалов.

#### Адана
В Адане 416 граждан погибли, 34 человека были спасены из под обломков, заявил 14 февраля министр сельского и лесного хозяйства Вахит Киришчи. Он также отметил, что было разрушено 13 зданий, в том числе 11 — в районе Чукурова. Помимо разрушенных зданий, 23 здания были сильно повреждены, 120 зданий — умеренные, 640 зданий повреждены незначительно, а 2 105 зданий остались неповрежденными. 13 000 человек остались без крова.
Хасан Альпаргюн, владелец фирмы, которая, как говорят, построила несколько зданий, разрушенных землетрясением, бежал за границу, но был задержан на Северном Кипре.

#### Диярбакыр

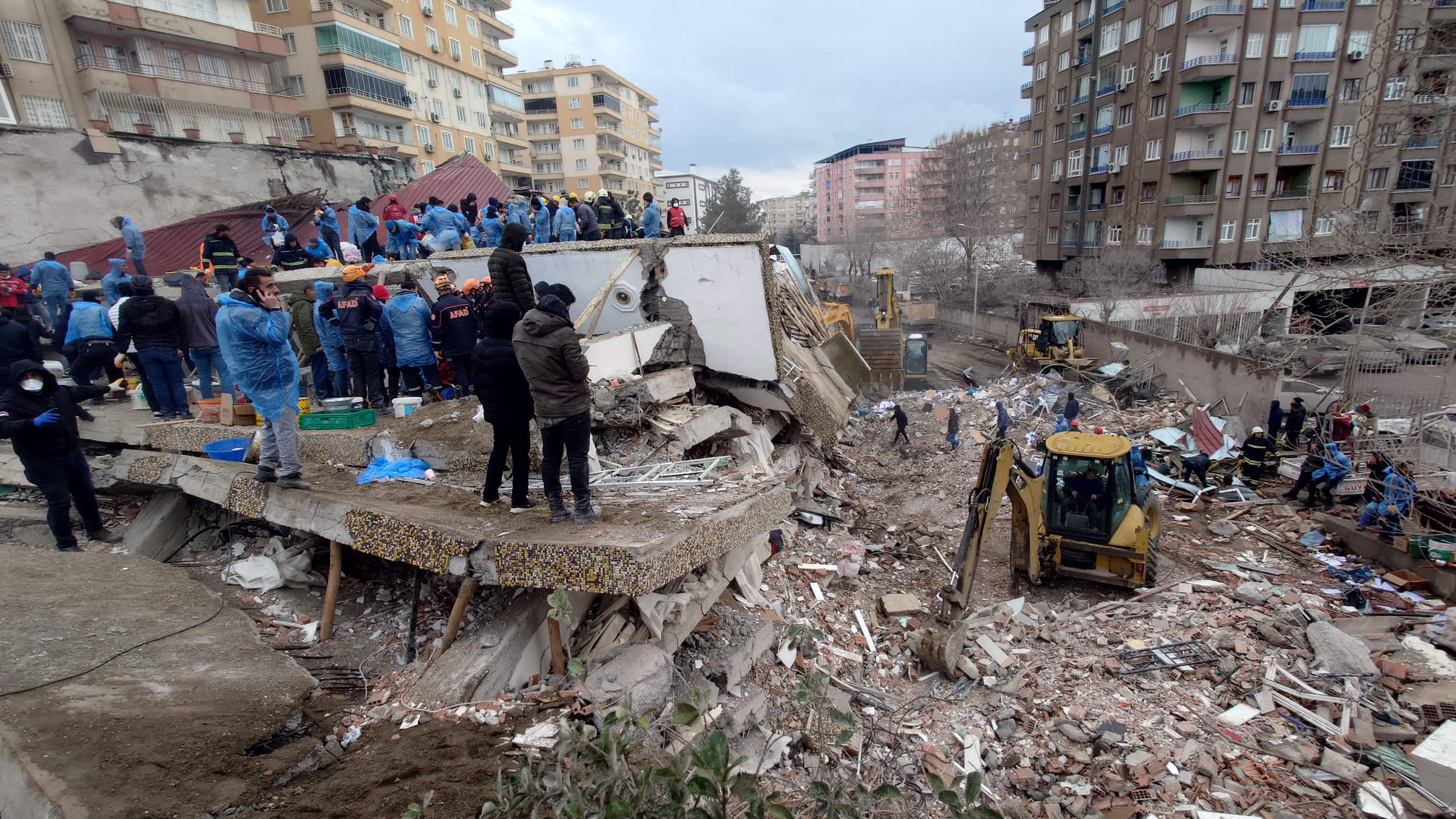
Рухнувший торговый центр в Диярбакыре

В Диярбакыре погибло 414 человек, а 902 человека получили ранения, заявил 20 февраля министр юстиции Бекир Боздаг. Он также добавил, что в результате землетрясения было разрушено 126 зданий. Кроме того, было аварийно снесено 74 здания, а ещё 959 зданий получили сильные повреждения.

#### Шанлыурфа
Губернатор Шанлыурфы Салих Айхан заявил, что по данным на 13 февраля в провинции погибли 340 человек, а 8919 граждан, получавших лечение в больницах, были выписаны. Он также отметил, что количество зданий, разрушенных в городе в результате землетрясения, составило 20, а количество зданий, пришедших в негодность, составило 251.

#### Османие

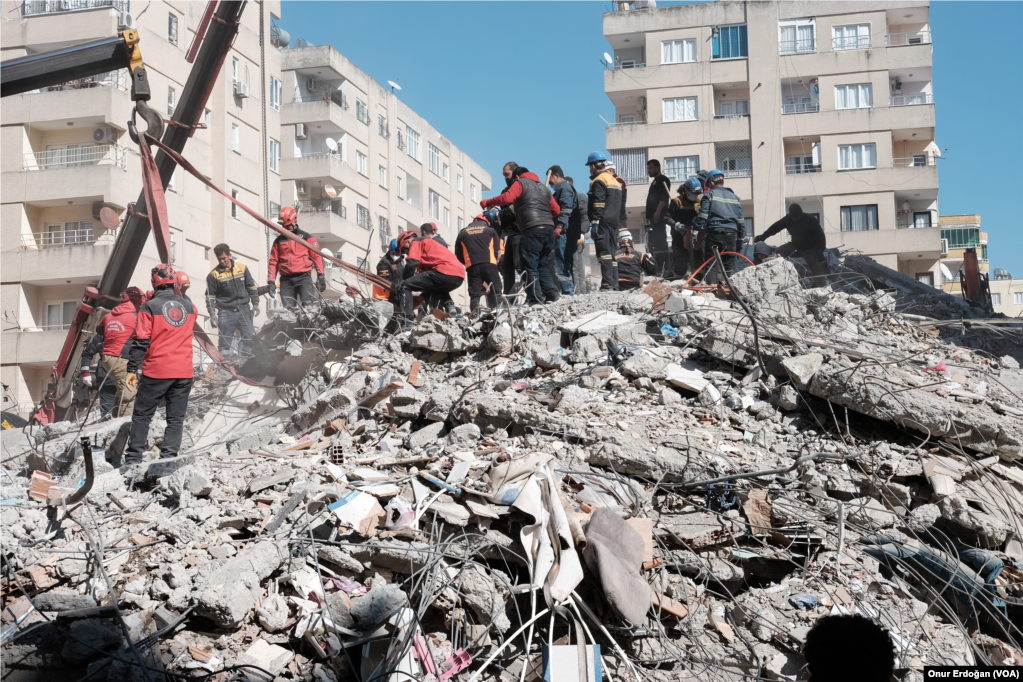
Рухнувшее здание в Османии

В Османии, по данным на 19 февраля, погиб 991 человек. На кладбище, где были похоронены погибшие, люди оставляли игрушки на могилах детей, свадебные платья на могилах молодых девушек, и турецкие флаги на могилах молодых людей, которые должны были пойти в армию.

#### Другие провинции
В Килисе было разрушено 50 зданий.

### Сирия

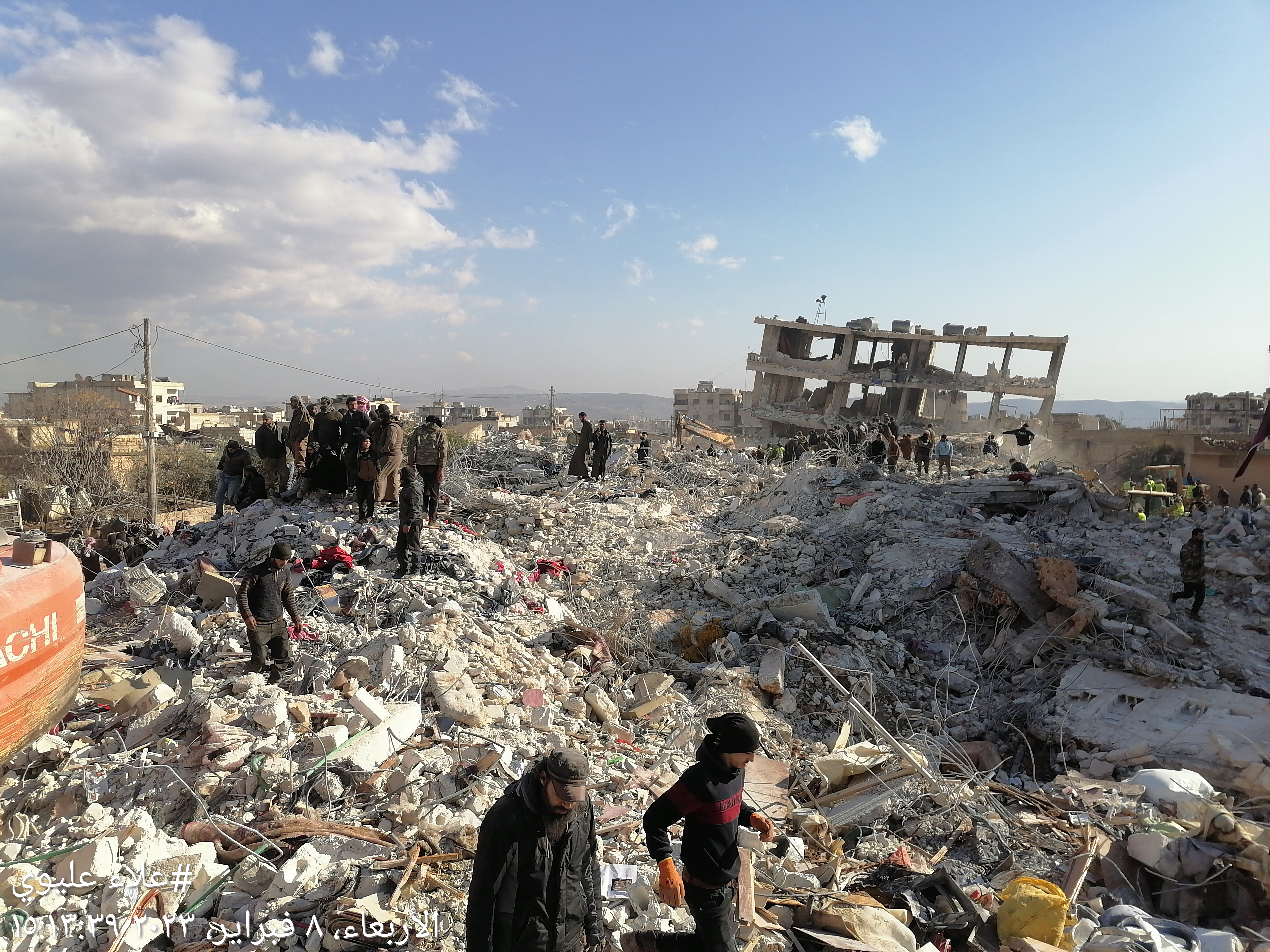
Разрушения, вызванные землетрясением в сирийском Алеппо

По меньшей мере 8476 человек погибли и более 14 500 пострадали в результате землетрясения в Сирии. Среди погибших 2153 ребёнка и 1524 женщины. Министерство здравоохранения Сирии зарегистрировало более 2248 погибших и 2950 пострадавших в районах, подконтрольных правительству, большинство из них были в мухафазах Алеппо и Латакия. В районах, удерживаемых повстанцами, по меньшей мере 4547 человек погибли и ещё 2200 пострадали. Сирийская сеть по правам человека заявила о 73 медиках, пяти работников средств массовой информации, 62 сотрудниках учреждений по оказанию помощи, и четверых сотрудников гражданской обороны среди погибших. Сирийский центр мониторинга за соблюдением прав человека сообщил, что некоторые погибшие были похоронены до регистрации смерти или скончались в больницах. Национальный центр по землетрясениям Сирии заявил, что это землетрясение является «самым крупным зарегистрированным землетрясением» за всю историю его работы. По оценкам ООН, более 5 миллионов человек по всей Сирии, возможно, остались без крова. Выжившие после землетрясения стекались в лагеря, созданные для людей, перемещённых в результате почти 12-летней войны из других частей Сирии. Многие потеряли свои дома или слишком напуганы, чтобы вернуться в повреждённые здания.
В общей сложности 805 человек погибли и 1131 получили ранения в провинции Латакия, заявил 27 февраля губернатор Латакии Амер Хилал. По его словам, 105 зданий рухнули и 900 получили серьёзный ущерб. В Алеппо, по предварительной информации, погибло 444 человека, в том числе 163 ребёнка, заявил 14 февраля глава судебной медицины в Алеппо доктор Хашим Шалаш. Он также отметил, что в городе было обрушило 54 здания, что привело к перемещению тысяч семей в приюты. В Джабле по меньшей мере 283 человека погибли, 173 получили ранения, заявил 9 февраля глава городского совета Джаблы Ахмед Кандиль. Он также добавил, что 19 зданий рухнули, и ещё 10 необходимо было немедленно снести.
Крупнейший в Сирии нефтеперерабатывающий завод в Баниясе приостановил работу из-за повреждения оборудования, произошла утечка нефтепродуктов. Из пострадавшего здания тюрьмы в городе Раджу в Сирии сбежали два десятка предполагаемых бойцов террористической группировки «Исламское государство».
Министерство просвещения Сирии 6 февраля объявило о приостановке работы всех школ и детских садов на территории страны до 12 февраля. Власти остановили железнодорожное сообщение по всей стране для проверки состояния железнодорожных путей. По меньшей мере 464 школы были повреждены, 126 используются в качестве убежищ.
Как сообщил Департамент музеев и достопримечательностей Сирии, в стенах цитадели Алеппо, включённой в список всемирного наследия ЮНЕСКО, появились трещины.

### Прочие страны
В Ливане подземные толчки чувствовались около 40 секунд, многие люди вышли на улицы или уехали на автомобилях от зданий. Землетрясение повредило 16 200 зданий по всей стране, в том числе 10 460 в Бейруте и 4000 в Триполи.
Землетрясение ощущалось в Израиле. В Ашдоде жители одного из зданий были эвакуированы из-за появившейся в результате землетрясения трещины в колонне, башня Champion Motors в Бней-Браке получила незначительные повреждения вторым землетрясением. Толчки ощущались и на Кипре. В Никосии обрушилась стена жилого дома, повредив два близлежащих автомобиля. 10 февраля у северного побережья острова были найдены тела шести китов клюворылов. Министерство рыболовства и морских исследований заявило, что возможна связь между их выбросом на берег и землетрясением, поскольку на систему эхолокации этих китов влияют волнения на море. В Ираке незначительные повреждения получили некоторые здания в Эрбиле, а цитадель города была серьёзно повреждена. В Египте подземные толчки были сильно ощутимы в Каире. Трещина длиной 20 метров появилась на корнише в Александрии.

## Реакция в Турции и Сирии

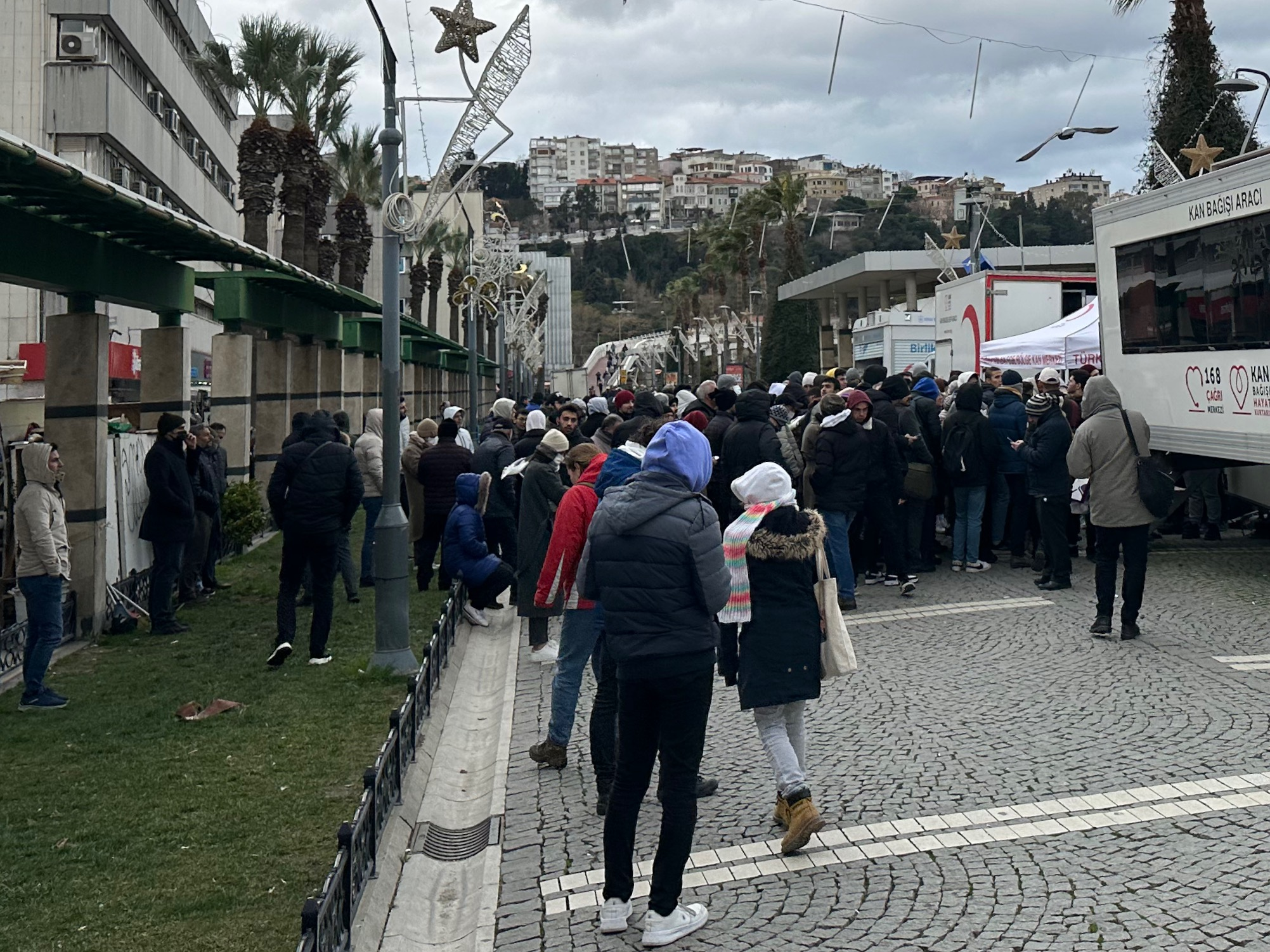
Люди в Измире ждут возможности сдать кровь для пострадавших после землетрясения

В Турции объявили четвёртый уровень тревоги (самый высокий). Были объявлены чрезвычайное положение сроком на три месяца в 10 провинциях и национальный семидневный траур. Реджеп Эрдоган объявил, что пострадавшим от землетрясения семьям выплатят по 10 000 турецких лир Также он заявил, что в течение года правительство построит дома для пострадавших в 10 провинциях. На первом этапе планируется отстроить 30 тысяч домов, процесс начнётся в марте 2023-го. Помощь Турции предложили 14 международных организаций. Турецкий Красный Полумесяц начал поставлять запасы крови для оказания помощи пострадавшим. Организация призвала жителей сдавать её дополнительно. Вице-президент Турции Фуат Октай заявил, что общее количество людей, задействованных в поисково-спасательных работах, составляет 103 800. Используется 5531 единица тяжёлой техники и 900 кранов. Также задействованы 10 кораблей, 50 самолётов и 72 вертолёта. Вице-президент Турции также сообщил, что 1,05 миллиона человек, оставшихся без крова в результате землетрясений, находятся во временных приютах.
Сирийский национальный сейсмологический центр объявил о формировании рабочей группы для изучения последствий землетрясения для зданий.
Власти возбудили дела против 293 владельцев аккаунтов в социальных сетях за распространение дезинформации и провоцирование паники среди населения после землетрясений. Всего полиция выявила 613 владельца аккаунтов, в которых содержатся публикации о землетрясениях, которые они сочли провокационными и сделанными в целях провоцирования паники. Также инициирована блокировка 46 фишинговых сайтов, через которые злоумышленники выманивали деньги у желающих помочь пострадавшим.
После землетрясения в Турции вновь критикуется расходование средств, полученных от сборов так называемого «налога на землетрясение» или «специального налога на связь» (был введён после землетрясения 1999 года для создания резерва), в связи с его непрозрачностью. Высказывается предположение о несоблюдении правил строительства как причине обрушения многих зданий. Полиция Турции арестовала около десяти подрядчиков компаний-застройщиков домов, которые обрушились в результате землетрясений. Власти ведут расследования против 221 подозреваемого из числа сотрудников и руководителей подрядных организаций: арестовано около 30 человек, около 150 задержаны или находятся под подпиской о невыезде.

## Оценки
Сейсмологи сравнили произошедшее с Измитским землетрясением 1999 года. Когда число погибших превысило 3400 человек, ВОЗ заявила, что оно может вырасти в 8 раз. Азербайджанские сейсмологи заявили, что повторные толчки в Турции будут длиться месяц. Итальянский эксперт Джанлука Валенсизе предупредил о риске подземных толчков в районе Кипра и на востоке Турции. Итальянский профессор и президент Национального института геофизики и вулканологии Карло Дониоли заявил, что Аравийская плита сдвинулась на три метра с северо-востока на юго-запад относительно Анатолийской плиты (обычное движение не превышает 2—3 миллиметра в год). Однако директор Института теории прогноза землетрясений и математической геофизики РАН Пётр Шебалин назвал маловероятным сдвиг на три метра, так как подобные сдвиги характерны для землетрясений с большей магнитудой. По мнению учёных Университета Южной Калифорнии, подобное двойное землетрясение в двух рядом расположенных разломах, одно из которых считалось неактивным, до этого не фиксировалось за всю историю сейсмологии. После землетрясений образовались множественные разрывы дневной поверхности земной коры, крупнейшее из них длиной около 200 метров и в глубину до 30 метров — в окрестностях села Тепехан в провинции Хатай.
По словам Эрдогана, более 13 миллионов человек оказались затронуты землетрясением в Турции. Он назвал его «одним из самых крупных мировых бедствий» и «катастрофой века». Директор Европейского регионального бюро ВОЗ Ханс Клюге заявил, что около 26 миллионов человек в Турции и Сирии нуждаются в гуманитарной помощи после землетрясений.
Учёные факультета строительства, геологии, геофизики и архитектуры Стамбульского технического университета (МСЭ) 24 февраля 2023 года опубликовали предварительный отчёт о землетрясениях. В отчёте перечислены пять основных причин серьёзных разрушений, вызванных землетрясением: (1) большой возраст зданий, (2) недостаточная несущая способность грунта под их фундаментами, (3) низкое качество используемых материалов, (4) недостаточные размеры поперечного сечения колонн и балок и количество арматуры, несоответствующее нормам, (5) разные уровни этажей соседствующих зданий. В Турции отсутствует государственная система раннего предупреждения о землетрясениях, а её появление, по мнению учёных, могло бы спасти жизни, дав людям время принять защитные меры до того, как начнутся сильные толчки.
По оценкам учёных из Геофизического центра РАН, разрушительный эффект от землетрясений обусловлен несколькими факторами: высокой плотностью населения в районах, где произошли землетрясения; относительным экономическим и социальным неблагополучием пострадавших районов, что вылилось в полное или частичное отсутствие мероприятий по обеспечению сейсмической безопасности.

## Международная помощь

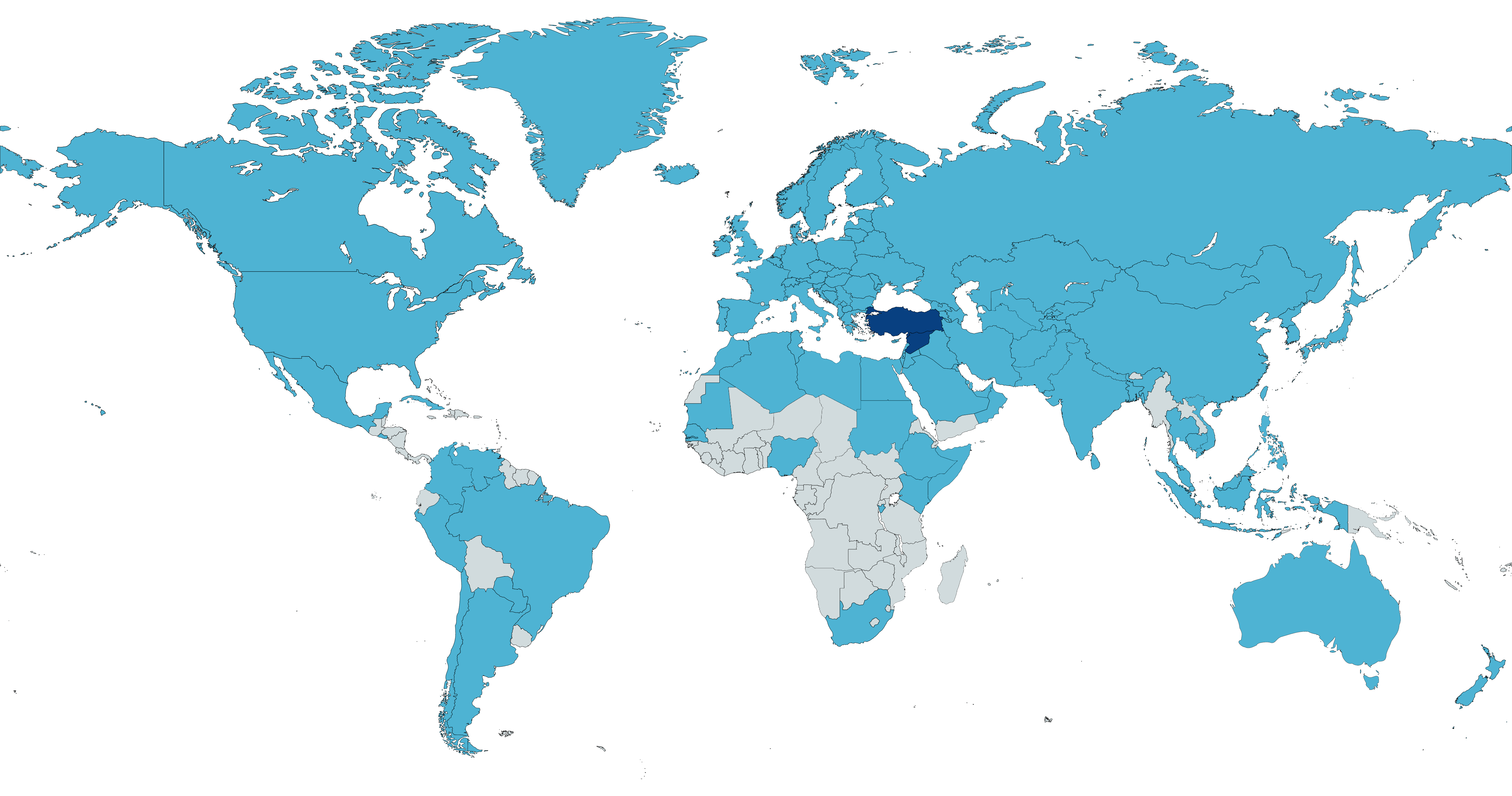
Страны, которые предложили помощь или выразили соболезнования Турции и/или Сирии после землетрясения (тёмно-синим отмечены Турция и Сирия)

По меньшей мере 105 стран и 16 международных организаций пообещали оказать поддержку пострадавшим от землетрясения, включая предоставление гуманитарной помощи. Более одиннадцати стран предоставили поисково-спасательных собак для поиска людей под обломками.
В Турцию прибыли спасатели из 88 стран, первыми своих специалистов направил Азербайджан, чья реакция была наиболее значительной. Команду спасателей и гуманитарную помощь отправила в Турцию также Армения, несмотря на сложные отношения между двумя странами. Вместе с Турцией траур объявили Северный Кипр (семидневный), Албания, Бангладеш и Косово (однодневный).

Как отметило Associated Press, бо́льшая часть международной помощи была отправлена в Турцию, а не в Сирию. Россия заявила, что планирует оказать помощь Сирии. Агентство сообщило, что президент России Владимир Путин в телефонном разговоре пообещал Башару Асаду срочную помощь, и уже во вторник российские военные перебросили для оказания помощи 10 подразделений численностью 300 человек, которые приступили к расчистке завалов и поиску выживших. Армения направила в Сирию команду спасателей, а к районам на севере Сирии, где проживают крупные армянские общины, было приковано особое внимание армянской общественности. Сирийские аэропорты к 18 февраля приняли 150 самолётов с гуманитарными грузами. Кроме того, Дамаску оказали помощь Ирак, ОАЭ, Иран, Египет, КНР, Алжир, Беларусь (см. Миссия белорусских военных медиков в Сирии), Пакистан, Оман, Венесуэла и Куба.

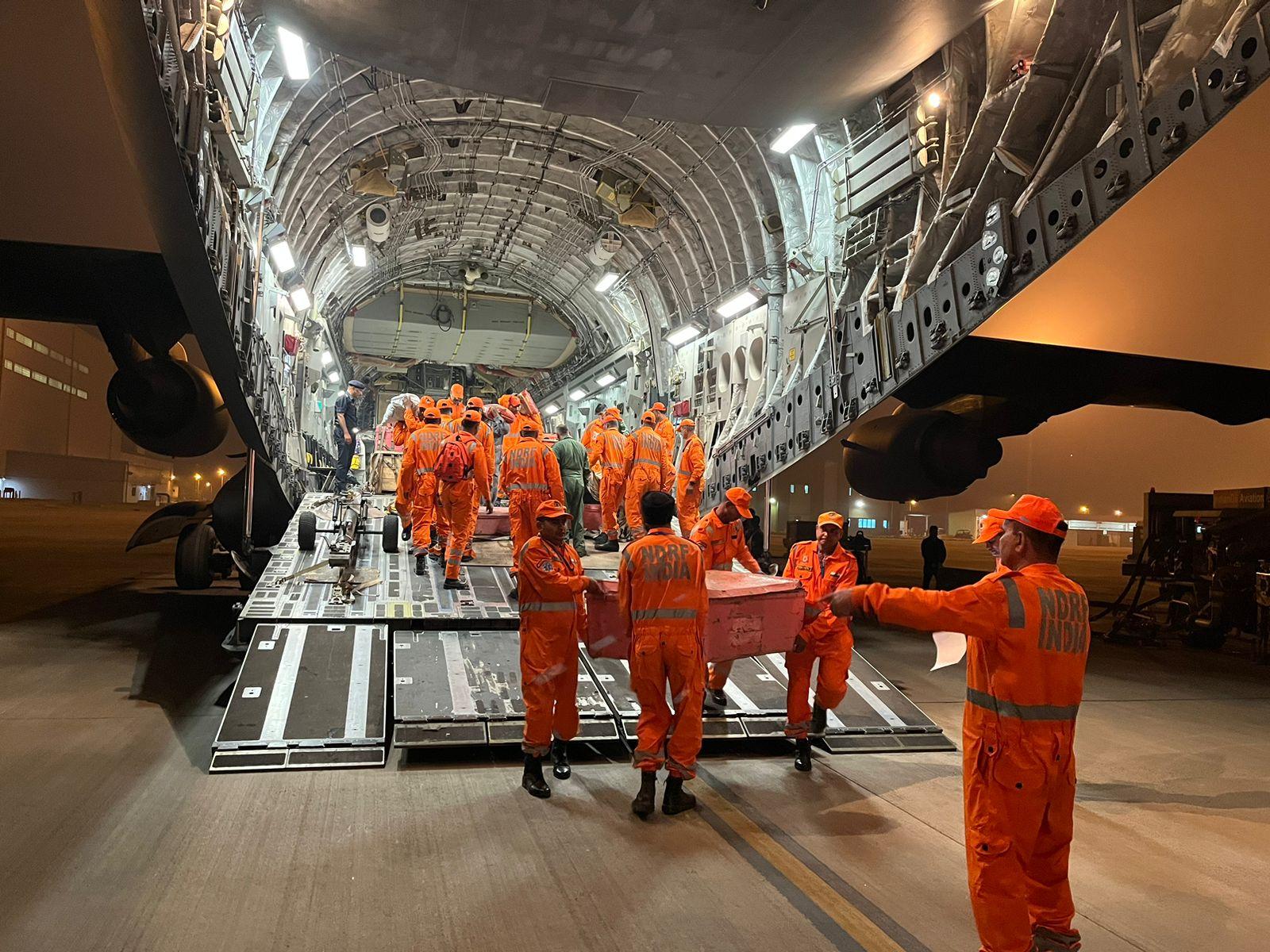
Подготовка к вылету в Турцию самолёта C-17 ВВС Индии со спасателями и гуманитарным грузом на борту в рамках операции «Дост»[англ.]
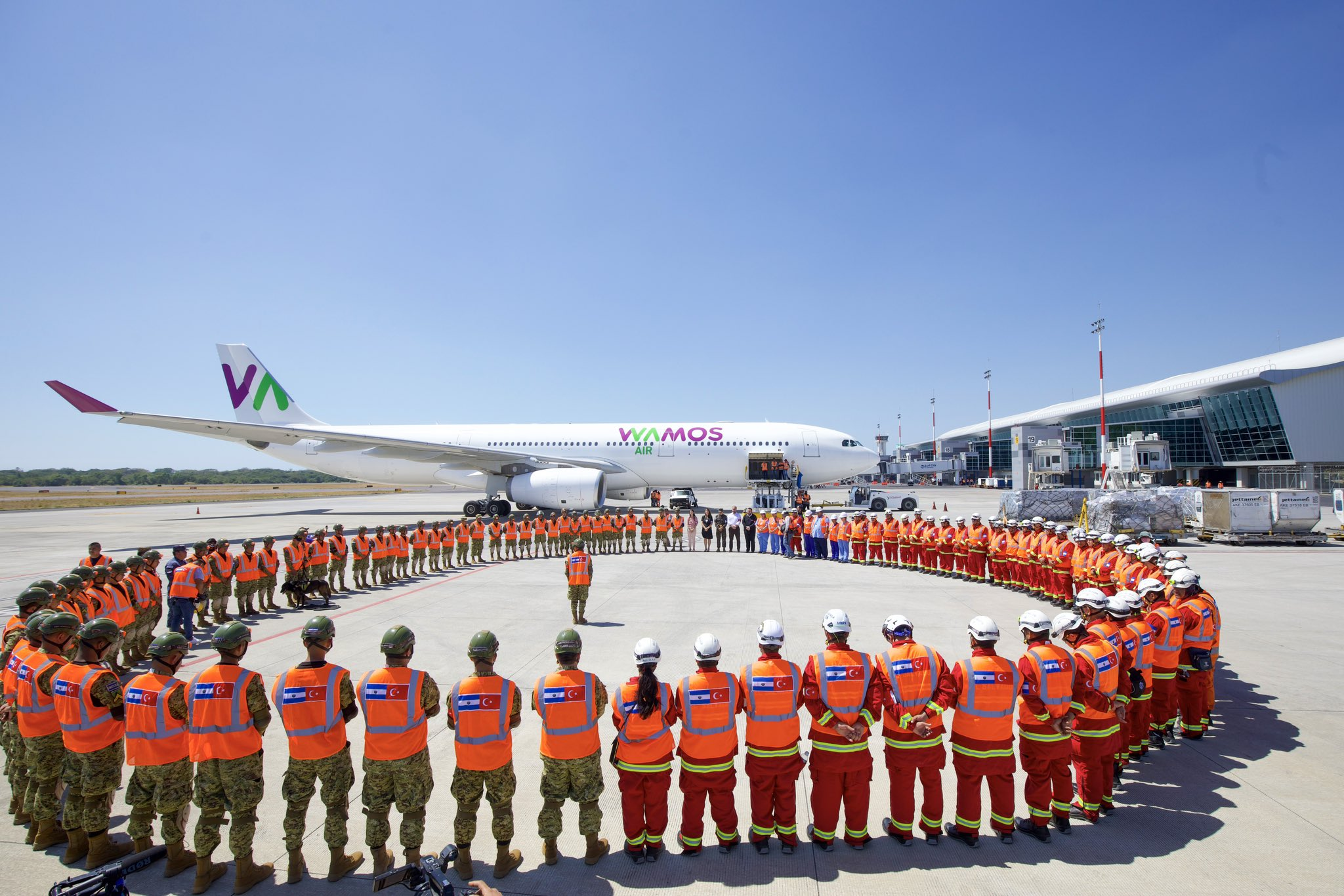
Сальвадорские спасатели готовятся вылететь в Турцию
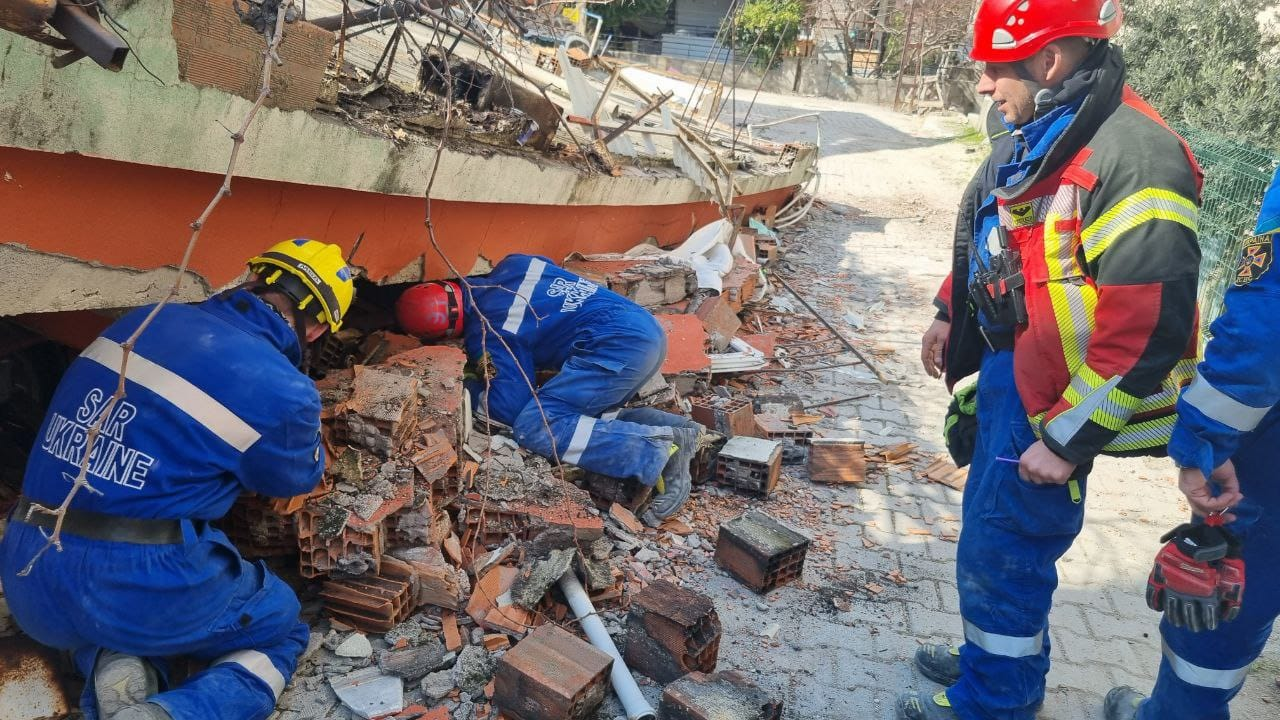
Спасатели ГСЧС Украины проводят поисково-спасательные работы в провинции Хатай
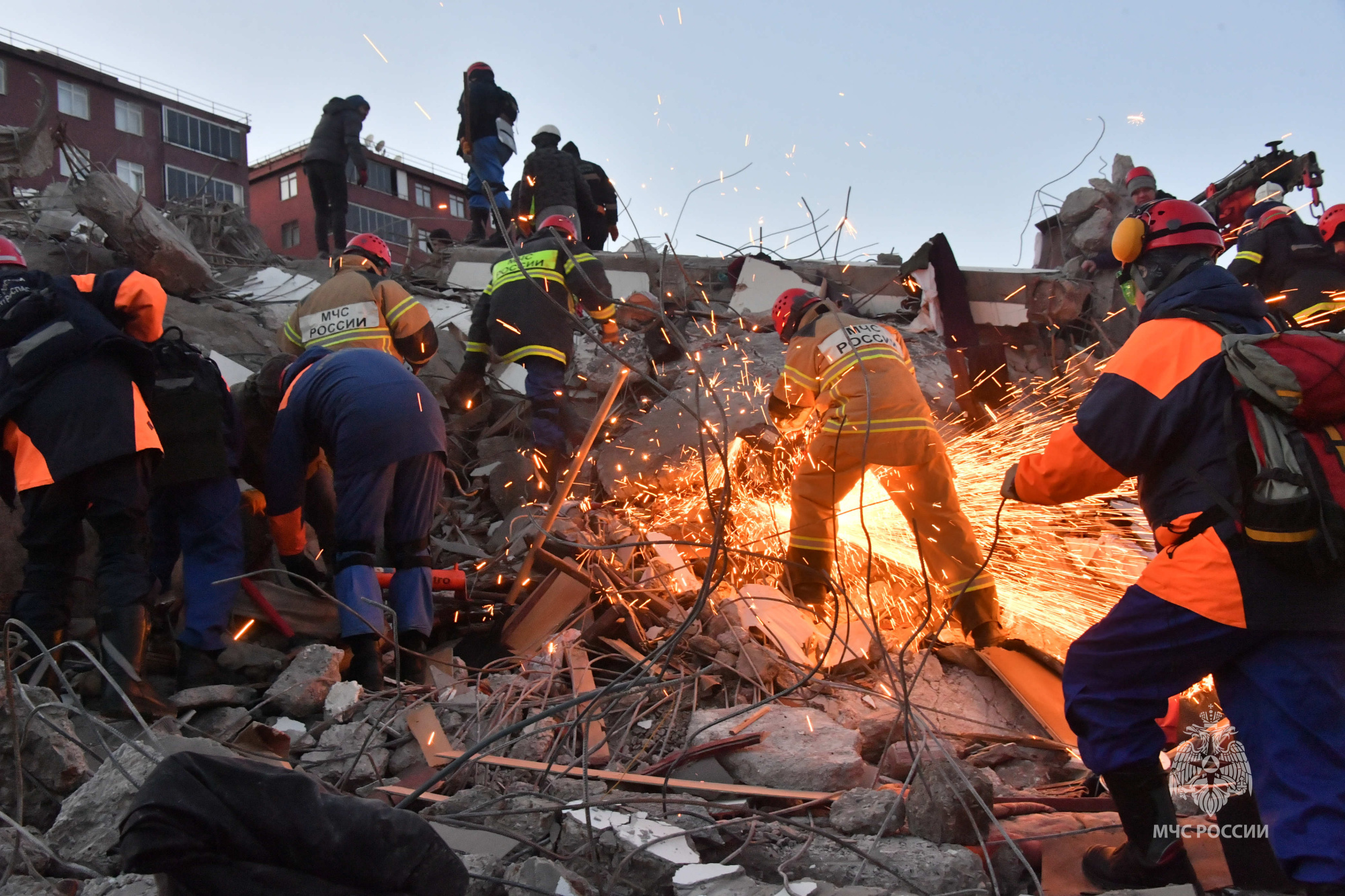
Спасатели МЧС России разбирают завалы после землетрясения в Турции

## Экономические последствия
Турецкие агентства по управлению рисками оценили потенциальный размер ущерба от землетрясения в 15 миллиардов долларов (несколько меньше, чем в 1999 году). Американское рейтинговое агентство Fitch оценило ущерб в 4 миллиарда долларов. В отчёте, опубликованном Турецкой конфедерацией предприятий и бизнеса, стоимость ущерба оценивается в 84,1 миллиарда долларов. По оценкам департамента казначейства страны, потери Турции могут составить около 9 % её ВВП в 2023 году. Позже агентство Bloomberg оценило ущерб экономике Турции от землетрясений в 84 миллиардов долларов, а правительство — в 103,6 миллиарда.

## Критика турецких властей

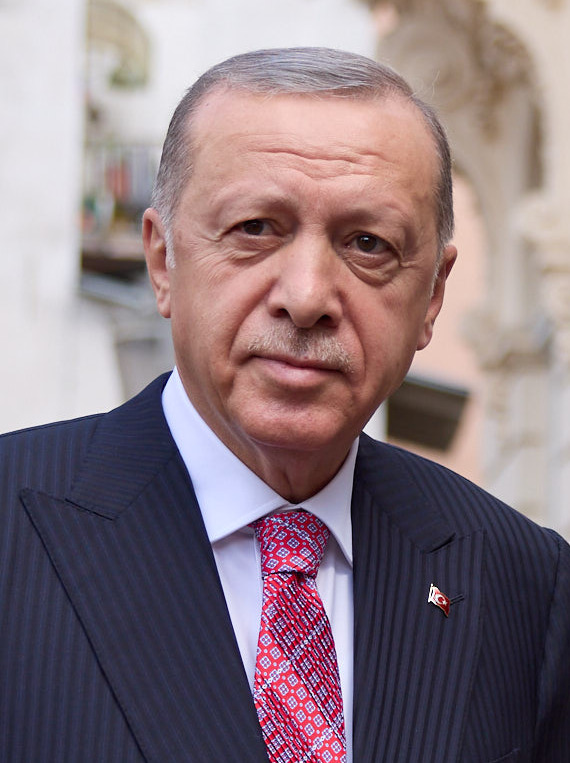
Президент Турции Реджеп Эрдоган

Критика в сторону турецких властей стала звучать на следующий день после землетрясения, 7 февраля. Сначала она началась в социальных сетях, затем подключилась и турецкая оппозиция. Так, лидер оппозиционной Республиканской народной партии Кемаль Кылычдароглу заявил, что «отказывается смотреть на происходящее вне политики». Он также заявил, что «если кто-то и несёт главную ответственность [за произошедшее], так это Эрдоган». Как сообщает Reuters, «на следующий день после землетрясения оппозиционные партии и некоторые жители наиболее пострадавших районов жаловались на то, что власти медленно или плохо реагировали на разрушения». Оппозиционные политики стали посещать пострадавшие регионы страны. По сообщениям СМИ, в Турции многие жаловались на нехватку оборудования. Прокурдская Демократическая партия народов обвинила властей в препятствовании равному распределению помощи и отдаче предпочтения районам с более высоким процентом сторонников правящей партии.
Турецкое правительство подверглось критике в социальных сетях за то, что оно якобы пыталось скрыть тот факт, что было не два, а три подземных толчка магнитудой более 7. Однако профессор Хасан Сезбилир, директор Центра исследований и применения землетрясений Университета Докуз Эйлюль, сообщил агентству Anadolu, что в период с 6 по 17 февраля 2023 года было только два подземных толчка магнитудой более 7, а из более мелких землетрясений было одно, которое достигло магнитуды 6,7.
Обрушение многих недавно построенных зданий во время землетрясений вызвало бурную реакцию общественности и сомнения в том, что турецкая строительная отрасль соблюдает нормы сейсмостойкости. После разрушительного землетрясения в Измите в 1999 году были приняты новые строительные нормы, чтобы сделать здания более устойчивыми к землетрясениям. Однако уже задолго до землетрясения 6 февраля поступали жалобы на то, что нормы соблюдаются недостаточно. Заявление Эрдогана о том, что 98 % разрушенных зданий были построены до 1999 года, подверглось критике. Инженер-строитель и академик по сейсморазведке Халук Сучуоглу заявил, что более половины зданий в районах, пострадавших от землетрясения, были построены после 2000 года. Однако он также признал, что конкретных данных о разрушенных зданиях не существует. Согласно данным Института статистики Турции, 51 % жилых домов в 10 городах, пострадавших от землетрясения, были построены в 2001 году и позже.
Ещё задолго до землетрясения 6 февраля критиковались практикующиеся с 1960 года в Турции строительные амнистии, освобождающие застройщиков от наказания в случаях нарушений технологий при проектировании и строительстве.